# لورباك
لورباك (بالإنجليزية: Lurpak)‏ هي علامة تجارية للزبدة الدنماركية التي يملكها مجلس منتجات الألبان الدنماركية. وهي تباع في أكثر من 80 دولة حول العالم. وتشتهر بعبوتها الفضية المتميزة. وقد بدأت لورباك في عام 1901 بعد اندماج عدة مزارع ألبان في الدنمارك لخلق علامة تجارية مشتركة للزبدة لزيادة المبيعات.

## سلسلة المنتجات
- زبدة لورباك المملحة قليلا
- لورباك السائلة الخفيفة
- لورباك السائلة العضوية
- لورباك الغير مملحة
- زبدة لورباك السائلة المملحة قليلا
- لورباك مع الثوم المسحوق

## وصلات خارجية
- الموقع الرسمي
- موقع لورباك في المملكة المتحدة
- موقع نادي لورباك في المملكة الكتحدة
- قناة اليوتيوب